# Drăgășani
Drăgășani este un municipiu în județul Vâlcea, Oltenia, România, format din localitățile componente Drăgășani (reședința), Valea Caselor, Zărneni și Zlătărei. Este localizat la limita de sud a județului, pe terasele de pe partea dreaptă a râului Olt, la 53 km de Râmnicu Vâlcea.
Șoseaua DN64 leagă Drăgășani direct de municiipiile Caracal și Sibiu și prin derivație de Slatina și Craiova. De asemenea, prin DN67B este legat de municipiile Târgu Jiu, Pitești, continuând cu A1 spre București. Calea ferată care trece prin localitate pe direcția nord-sud face legătura cu Râmnicu Vâlcea, Sibiu, Brașov, Craiova, Piatra Olt, Caracal, Slatina, București, Roșiorii de Vede.

## Așezare geografică
Sub aspect geomorfologic, teritoriul localității se situează în marea unitate a Podișului Getic, subdiviziunea Valea Oltului. Terasele Oltului pot fi observate cu ușurință: prima terasă este dominată de clădirea primăriei unde se află și partea centrală a localității;a doua terasă având ca punct de reper clădirea maternitații; și a treia terasă dominată de clădirea „Institutului de Cercetări Viticole” cu plantațiile de viță de vie aferente. Altitudinile cresc de la est la vest: la nivelul Oltului altitudinea este de circa 135 m, în zona luncii de 145 m ( la stadion ), în zona centrală de circa 160 m, pentru ca în vârful Dealului Viilor să atingă 308 m.
Vegetația teritoriului face parte din formațiunea floristică de silvostepă, vegetația ierboasă fiind în cea mai mare parte artificializată prin culturile agricole. Pe lunca Oltului a existat o vegetație tipică: păduri de plută, arin, răchită, care au fost defrișate făcând loc culturilor agricole.
Municipiul are în componența sa și următoarele localități: Capu Dealului, Zlătărei, Zărneni și Valea Caselor.
Teritoriul municipiului este străbătut de două cursuri de apă: râul Olt în partea de est și pârâul Peșceana la sud. Apa subterană este cantonată în două straturi, unul la adâncime de 5-8 metri, provenit din precipitații, și altul în luncă, la 2-3 metri de la suprafața terenului, alimentat de râul Olt care este amenajat hidroenergetic complet.
Pe cursul râului Olt a fost amenajat lacul de acumulare Drăgășani ( 828ha în suprafață, 48 milioane mc apă în volum ).

### Climă
Municipiul Drăgășani se află situat într-o zonă cu climat temperat, pe un culoar marcat de slabe influențe mediteraneene în partea de sud și de o slabă influnță continentală în partea de nord. Temperatura medie a lunii celei mai calde (iulie) variază între 21,5 °C și 22 °C. Nuanța temperată a climatului zonei este bine conturată, cu veri calde, toride și cu ierni geroase. Temperatura medie a lunii celei mai reci variază între -2 °C (ianuarie) și -2,3 °C (februarie). În data de 17 august 1952 s-a înregistrat temperatura maximă ( 41,3 °C), iar în data de 24 ianuarie 1942 a fost temperatura minimă ( -33,5 °C). Conform statisticilor precipitațiilor anuale, zonei îi este caracteristică o singură perioadă secetoasă în vară, iar în restul anului precipitațiile sunt excedentare ( 578 mm anual ). Vânturile predominante sunt cele din nord (14,8%), din nord-est (10,8%), din sud-vest (8,6%), din est (8,5%) și din nord-vest (8,2%) Frecvența medie anuală a calmului este mare (35%)..

## Istorie
Continuitatea vieții pe teritoriul actualului municipiu este pusă în evidență de siturile arheologice din cartierul Bârsanu, unde săpăturile efectuate arată organizări umane încă din paleolitic, neolitic și epoca bronzului. La circa 60 km de Drăgășani au fost găsite urme de umanoizi de acum 2.000.000 de ani, cele mai vechi din Europa, la Bugiulești, comuna Tetoiu.
Localitatea s-a aflat pe unul din drumurile romane și anume pe drumul roman care făcea legătura între castrul roman Sucidava (Celei - județul Olt), castrul roman Rusidava în raza municipiului, castrul roman Arutela (Călimănești - județul Vâlcea) și continuă către Transilvania. Acest drum și traseul său este atestat de Tabula Pentingeriana (hartă romană).

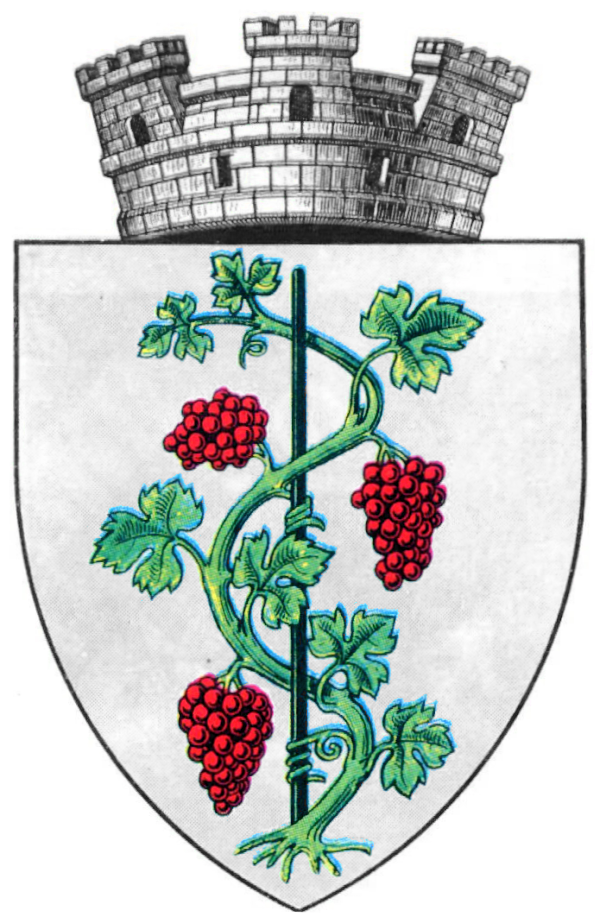
Stema interbelică a orașului

Cea dintâi atestare documentară a localității este 7 iunie 1535, dintr-un hrisov al domnitorului Vlad al VII-lea Vintilă de la Slatina care arată: jupânul Fârtat pârcălabul și fiii lui, ca să-i fie în Lălești și Drăgașani și în Murgești, pentru că i-au fost bătrâne și drepte moșii de moștenire.
Și despre cartierele componente ale municipiului, înainte sate din vecinătatea vechiului târg, există atestări documentare: cartierul Momotești datat 12 iulie 1527 într-un hrisov al lui Radu de la Afumați; Zlătărei (fostă comună) în 1519 într-un hrisov al lui Neagoe Basarab; Gârdești la 3 iunie 1519, în cartea lui Mircea Vodă.
Principala ocupație a locuitorilor a fost și este cultivarea viței de vie și prelucrarea strugurilor. Renumele viilor și vinului de Drăgășani a fost întotdeauna la loc de cinste.

Primăria municipiului Drăgășani

De Drăgășani ca târg putem vorbi din a doua parte a secolului al XVIII-lea.
În 1772 austriacul Von Bauer scrie în memoriile sale despre localitatea Drăgășani: "sat cu o casă episcopală, o curte boierească, o biserică, vii și un târg".
În zona Drăgășanilor, câțiva dintre pandurii lui Tudor Vladimirescu, conduși de Preda Drugănescu alături de eteriști, au opus rezistență trupelor otomane. Ca omagiu al evenimentelor petrecute la Drăgășani, s-a ridicat, în anul 1884, în parcul din centrul orașului, un monument comemorativ.
Revoluția din 1848 ridică la luptă întreaga Oltenie, o parte din locuitorii Drăgășaniului, aflându-se în armata revoluționară de la Troianu (în prezent cartier al municipiului Râmnicu Vâlcea) condusă de Gheorghe Magheru, fostul căpitan de panduri al lui Tudor Vladimirescu.
Anul 1938 înseamnă înființarea școlii de subofițeri jandarmi Drăgășani. În timpul celui de al doilea război mondial aici sunt cazați refugiații polonezi și tot aici sunt mutate școlile de ofițeri de poliție din Oradea și Focșani. Elevii școlii au mai multe misiuni de menținere a liniștii și ordinii publice în timpul războiului în special în capitala afectată de bombardamentele devastatoare anglo-americane din anul 1944. După anul 1945 școala este desființată fiind transformată în unitate militară.
Merită amintit și eroismul de care au dat dovadă elevii Școlii de subofițeri jandarmi la 30 august 1944, care au dezarmat o coloană militară motorizată germană.
Perioada comunistă aduce schimbări majore urbei: se naționalizeză o serie de clădiri, viile trec în proprietatea statului, se produce o puternică industrializare (Fabrica de jenți, Fabrica de încălțăminte de înlocuitori de piele). Centrul vechi este aproape în întregime demolat de cutremurul din anul 1977 (inclusiv Palatul Comunal - Primăria, simbolul interbelic al orașului). În locul acestora se construiesc o serie de clădiri edilitare noi, blocuri de locuințe, cele din centrul orașului la partere cu diverse magazine și unități de alimentație publică, sediul băncii. Se reconsolidează clădirea vechii școli „Nicolae Bălcescu”. Aceste noi construcții se adaugă celor construite anterior: magazinul universal din centru (după cutremur aici a fost mutată primaria localității), cinematograful, liceul (actual Colegiul Național „Gib Mihăescu”), hotelul „Rusidava”, școala „Tudor Vladimirescu”, maternitatea zonală (până în anul 1968 fost sediul raional al Partidului Comunist Român), câteva clădiri la spitalul zonal.
Anul 1995 are o semnificație aparte în viața Drăgășaniului pentru că atunci s-au împlinit 460 de ani de la atestarea prin documente oficiale a localității și a dobândit statutul de municipiu.
În anul 2000 Școala de jandarmi Alexandru Ghica este reînființată la Drăgășani

## Demografie
Componența etnică a municipiului Drăgășani
     Români (80,35%)
     Romi (6,86%)
     Alte etnii (0,07%)
     Necunoscută (12,72%)
Componența confesională a municipiului Drăgășani
     Ortodocși (85,37%)
     Alte religii (1,2%)
     Necunoscută (13,43%)
Conform recensământului efectuat în 2021, populația municipiului Drăgășani se ridică la 15.617 locuitori, în scădere față de recensământul anterior din 2011, când fuseseră înregistrați 17.871 de locuitori. Majoritatea locuitorilor sunt români (80,35%), cu o minoritate de romi (6,86%), iar pentru 12,72% nu se cunoaște apartenența etnică. Din punct de vedere confesional, majoritatea locuitorilor sunt ortodocși (85,37%), iar pentru 13,43% nu se cunoaște apartenența confesională.
|  | Graficele sunt indisponibile din cauza unor probleme tehnice. Mai multe informații se găsesc la Phabricator și la wiki-ul MediaWiki. |

Date: Recensăminte sau birourile de statistică - grafică realizată de Wikipedia

## Economie

### Industria
Principala activitate industrială a locuitorilor municipiului, până în anii 1970 au fost atelierele meșteșugărești legate de activități casnice (croitorii, ateliere de reparații a diferitelor aparate casnice) sau ateliere legate de producerea celor necesare viticulturii și prelucrării strugurilor. După anul 1970, s-au construit o fabrică de jante auto, una de muniție și armament, una de mase plastice și una de încălțăminte cu fețe din pânză și talpă din cauciuc care pe lânga producția de bază, bascheți și teniși, mai producea și alte produse din cauciuc (cizme, echipamente pentru pompieri). În perioada de după revoluție, unitățile industriale au fost închise, excepția notabilă fiind fabrica de jante auto, care a fost preluată de grupul italian „Magnetto Wheels” și care a investit în mărirea capacității de producție și retehnologizarea unității. Tradiția prelucrării cauciucului a rămas și s-a concrestizat în două fabrici de articole din cauciuc.  
Pe cursul râului Olt, în apropierea municipiului (in satul Dumitresti), se găsește o hidrocentrală cu o putere instalată de 53 MW.

### Agricultura
Încă din cele mai vechi timpuri principala îndeletnicire a locuitorilor a fost cultivarea viței de vie. Comerțul cu vin a adus venituri semnificative localnicilor de-a lungul timpului. Prin activitatea intensă defășurată pentru îmbunătățirea producției și descoperirea unor soiuri noi de viță de vie, podgoria Drăgășani a devenit una din cele mai renumite podgorii din România. În podgoria Drăgășani au fost cultivate peste 60 de soiuri locale, autohtone și străine. La ora actuală podgoria Drăgășani se întinde pe o suprafață de 16000 de ha, care include și suprafețe viticole limitrofe județului Vâlcea (podgoria Sâmburești). Activitatea de vinificație, care în trecut era realizată de o singură mare întreprindere, s-a divizat în prezent între producatori individuali și mai multe case de vinuri.
Teritoriul Drăgășani dispune de condiții favorabile dezvoltării unei bune și diversificate agriculturi. Structura suprafeței agricole este următoarea: teren arabil 1951 ha, pășuni și fânețe 413 ha, vii și livezi 419 ha, legume 20 ha (inclusiv sere).
Tot pe raza municipiului se află „Institutul de Cercetări Viticole”.

### Comerțul
Comerțul este ramura economică care a cunoscut o bună dezvoltare în această zonă și a adus cele mai mari profituri localnicilor. Dacă în trecut produsele care se comercializau erau: vinuri, țuică, fructe, produse de origine animală, haine și încălțăminte, sare și chiar geamuri, azi paleta de produse s-a diversificat mult mai mult și totodată calitatea produselor a crescut. În zilele noastre comerțul din Drăgășani este modern și reprezentat de numeroase unități: o piață agroalimentară, mai multe supermarketuri aparținând unor atât unor lanțuri internaționale (Lidl, Penny, Profi), cât și unor firme locale, farmacii, magazine de îmbrăcăminte și încălțăminte, magazine de electronice și electrocasnice, unități bancare și de asigurări, reprezentanțe auto etc.

## Sănătate
Serviciile sanitare din Drăgășani deservesc circa 80000 de locuitori și sunt reprezentate de: Spitalul municipal "Costache Niculescu", Spitalul de Obstretică-Ginecologie, Policlinica municipală, Stația de ambulanță Drăgășani, Subunitatea SMURD Drăgășani și de numeroase cabinete medicale individuale.

## Cultură
- Cele mai vechi biblioteci au fost cele ale bisericilor „Adormirea Maicii Domnului” (Capu Dealului), „Sfântul Ilie” și „Sfântul Nicolae” (Gărdești). Necesitatea unor biblioteci publice s-a impus încă din secolul al XIX-lea. Biblioteca publică din Drăgășani a luat ființă oficial în anul 1840, pe lângă școala națională din localitate. O pagină importantă din munca cultural-educativă desfășurată în primele decenii ale secolului al XX-lea a constituit-o activitatea „Ligii culturale” înființată la 4 ianuarie 1891. În orașul Drăgășani Liga culturală avea în 1921 o bibliotecă publică, care a funcționat multă vreme până în anul 1947 în localul școlii primare „Frații Niculescu”. Biblioteca publică s-a reorganizat în anul 1950, revenindu-i și atribuții metodice pentru întreg raionul Drăgășani. În prezent biblioteca are un fond de carte de cca. 57.000 de volume și funcționează în incinta Primăriei Municipiului Drăgășani.[necesită citare]

Catedrala ortodoxă din Drăgășani

- Din anul 1944 a funcționat un „Cămin Cultural”[10]. Din anul 1952 funcționează „Casa de Cultură” în actualul local propriu din strada Decebal. În anul 1973, în cadrul Casei de Cultură, funcționa „Universitatea Populară”. O activitate de prestigiu o desfășoară cenaclul literar „Gib Mihăescu”, Înființat de Al.Florin Țene, scriitor, în 1957 și condus pînă în 1978 cînd a plecat la Cluj-Napoca.. Corul Casei de Cultură a obținut mai multe premii și titluri. În anul 1973 a luat ființă ansamblul de cântece și dansuri „Strugurelul”. Formația de muzică ușoara "Terra" a fost un alt colectiv artistic al Casei de Cultură care s-a bucurat de aprecierile publicului. Colectivul de teatru a prezentat numeroase piese pe scena Casei de cultură. În 2009 casa de cultură a fost demolată de propietarii care au recâștigat-o în instanță, autoritățile locale urmând să construiască un alt edificiu într-o altă zonă. În 2016 a fost inaugurat noul Palat al Culturii, iar din toamna aceluiași an va avea un program permanent.
- Muzeul reprezintă o împletire a culturii trecute cu cele prezente. După primul război mondial a existat un mic muzeu școlar al școlii de băieți din Drăgășani. În anul 1952, preotul Dumitru Bălașa și Alexandru Lița au început organizarea unei colecții muzeistice. În 1974 s-a amenajat actualul muzeu cu un specific viticol, piesele colectate fiind expuse în trei secții: secția viticolă, secția artă și secția arheologie[11]. În 2013 muzeul își redeschide porțile într-un sediu reabilitat prin programul de finanțare Regio.
- Primul cinematograf în Drăgășani s-a înființat în 1921 sub denumirea „Cinematograful Traian” și a funcționat într-o sală special construită pe strada Traian. Al doilea cinematograf, înființat în 1922, a fost al lui Gustav Lerch si M. Amzulescu și a funcționat în localul lui M. Amzulescu[12]. În jurul anului 1955, un cinematograf funcționa în sala de recepții a Școlii Laura Simulescu. În anul 1962 s-a construit actualul local, cu o capacitate de 299 de locuri, funcționând sub numele de „Cinematograful 23 August”, ulterior cinematograful „Progresul”. În 2008, clădirea cinematografului a fost transferată în proprietatea primăriei, activitatea cinematografului fiind reluată după aproape 10 ani. În prezent, cinematograful beneficiază de un aparat 3D pentru proiecții.
- În fiecare toamnă are loc sărbătoarea tradițională a drăgășenenilor, sărbătoarea culesului de vii, organizată de Primărie și Consiliul Local, o manifestare cu mult farmec și iz tradițional care marchează sfârșitul culesului viilor și cinstirea primelor pahare cu vin. An de an, cu ocazia acestei sărbători, renumiți soliști și ansambluri folclorice se întâlnesc la Drăgășani pentru a sărbători împreună cu localnicii noua recoltă.

### Obiective turistice
Se remarcă în oraș câteva construcții reprezentative ale continuității sociale și culturale a acestei localități, cum ar fi:
1. Casa memorială a scriitorului Gib Mihăescu;
2. Biserica Târgului Drăgășani care a fost o construcție mare de zid, înconjurată cu ziduri, din care o parte se mai păstrează și astăzi. În jurul ei s-au dat luptele dintre panduri și turci în 1821. Ea a fost demolată după primul război mondial și pe același loc s-a ridicat actuala catedrală a orașului;
3. Biserica Sf. Ilie, monument de cultură, care a fost zidit a treia oară în anul 1834;
4. Biserica Adormirea Maicii Domnului (Biserica cu cal), din cartierul Capul Dealului, monument istoric 1824;
5. Biserica Sf. Nicolae din cartierul Gardești;
6. Ruinele castrului roman "Russidava" sau cetatea "Domnului de Rouă", descoperite în cartierul Momotești la circa 150 m de șoseaua națională Râmnicu Vâlcea - Craiova, via Găneasa;
7. Muzeul Vinului, în centrul orașului.

## Personalități născute aici
- Gib Mihăescu (1894 – 1935), prozator;
- Gheorghe Minoiu (1932 - 2010), reporter radio;
- Paraschiv Oprea (1937 – 2004), dirijor, compozitor, pianist;
- Al. Florin Țene (n. 1942), poet, romancier, eseist, critic literar și de artă;
- Mugur Isărescu (n. 1949), economist, guvernator al Băncii Naționale a României, prim-ministru al României între decembrie 1999 și decembrie 2000.
- Ion Voicu (footballer) (n. 1975), fotbalist;
- Cosmin Năstăsie (n. 1983), fotbalist;
- Florin Costea (n. 1985), fotbalist.
- Mihai Costea (n. 1988), fotbalist;
- Alexandru Dandea (n. 1988), fotbalist;
- Alexandru Neacșa (n. 1991), fotbalist;
- Adrian Păun (n. 1995), fotbalist.

## Administrație
Municipiul Drăgășani este administrat de un primar și un consiliu local compus din 17 consilieri. Primarul, Costinel Stoica[*], de la Partidul Național Liberal, este în funcție din 2008. Începând cu alegerile locale din 2024, consiliul local are următoarea componență pe partide politice:
|  | Partid                          | Consilieri | Componența Consiliului | Componența Consiliului | Componența Consiliului | Componența Consiliului | Componența Consiliului |
|  | ------------------------------- | ---------- | ---------------------- | ---------------------- | ---------------------- | ---------------------- | ---------------------- |
|  | Partidul Social Democrat        | 5          |                        |                        |                        |                        |                        |
|  | Alianța pentru Unirea Românilor | 4          |                        |                        |                        |                        |                        |
|  | Partidul Național Liberal       | 4          |                        |                        |                        |                        |                        |
|  | Forța Dreptei                   | 3          |                        |                        |                        |                        |                        |
|  | Națiune Oameni Împreună         | 1          |                        |                        |                        |                        |                        |

### Primari
- Cristian Nedelcu, PSD (2008-)
- Gheorghe Iordache, PNL (2000-2008)
- Nicolița Sanda, CDR (1996-2000)

## Evenimente locale
- 7-10 iunie Zilele  Municipiului
- Zilele Culesului de Vii-24-27 septembrie
- Festivalul Lăutarul în cadrul zilelor culesului
- Folk Fest Batca în cadrul zilelor municipiului și al zilelor culesului
- Festivalul Batca în cadrul zilelor municipiului
- FestiVin-sărbătoarea vinului în fiecare vară
- Festivalul Luminii în fiecare iunie organizat de cercetași
- Memorialul Constantin Teofilescu la cross-septembrie-octombrie